# Miki Matsubara
 (novembre 2020).
Si vous disposez d'ouvrages ou d'articles de référence ou si vous connaissez des sites web de qualité traitant du thème abordé ici, merci de compléter l'article en donnant les références utiles à sa vérifiabilité et en les liant à la section « Notes et références ».
Miki Matsubara (松原 みき, Matsubara Miki), aussi surnommée Suzie Matsubara (スージー・松原), née le 28 novembre 1959 à Kishiwada et morte le 7 octobre 2004 à Nishi-ku (Sakai), est une chanteuse, parolière et compositrice japonaise.

## Jeunesse
Miki Matsubara est née le 28 novembre 1959, à Kishiwada (préfecture d'Osaka), au Japon. Elle a passé son enfance à Nishi-ku, Sakai, puis Osaka.
Sa mère était une chanteuse de jazz. Elle a chanté avec le groupe de jazz et de comédie japonais Crazy Cats. Miki a commencé à apprendre le piano à l'âge de trois ans et s'est par la suite familiarisée avec le jazz. Enfant, elle étudie à l'école primaire Hiraoka située à Sakai, puis rentre au collège Poole Gakuin en 1972. À cette époque, Miki s'intéresse au rock et rejoint alors le groupe de rock Kurei. En 1975, elle s'inscrit à la Poole Gakuin High School et devient claviériste du groupe Yoshinoya Band. Ils jouent alors des chansons dans une live house appelée Takutaku située à Kyoto. En 1977, alors qu'elle est encore au lycée, Miki se rend seule à Tokyo pour faire ses débuts en tant que chanteuse. La pianiste japonaise Yuzura Sera la découvre en train de jouer de la musique et de chanter dans divers endroits de Tokyo, notamment à Birdland situé à Roppongi.

## Carrière
Elle est surtout connue comme chanteuse de pop de par quelques chansons à succès comme Mayonaka no door, Neat na gogo san-ji ou The Winner. Au cours de sa carrière, elle a sorti seize singles ainsi que dix albums originaux.
Elle est connue pour ses chansons à succès telles que son premier titre sorti en 1979 Mayonaka no Door (真 夜中のドア) / Stay with me qui a été reprise par de nombreux artistes, dont Akina Nakamori. La chanson a été classée 28e au hit-parade d'Oricon en 1979, qui estime à 104 000 exemplaires de vente et 300 000 exemplaires annoncés par Canyon records. Neat na gogo san-ji (ニートな午後3時) et The Winner sont également deux titres très connus de cette artiste japonaise. Elle reçoit de nombreux prix en tant que meilleure nouvelle artiste.
Bien que son œuvre soit principalement destinée au public japonais, elle était également connue au-delà des frontières pour son travail en tant que chanteuse et compositrice d'animés tels que Dirty Pair: Project Eden. Depuis quelques années et grâce à la vulgarisation de la City pop, elle touche aujourd'hui un nouveau public à travers le monde. Tout en chantant des chansons à thème pour l'animé Gu Gu Ganmo, elle s'est produite sous le nom de Suzie Matsubara (スージー・松原). À partir des années 1990, elle a surtout travaillé sur des bandes sonores d'animé et des musiques publicitaires.
Miki a également travaillé à l'international avec le groupe de jazz fusion de la Motown, Dr. Strut, à Los Angeles (qui fera partie des séances d'enregistrement de l'album Cupid), à Tokyo et Osaka (concerts de salle), sortant plus tard un album de reprise de jazz intitulé BLUE EYES. Sa gamme vocale était celle d'une mezzo-soprano.

## Vie privée
Elle a épousé le batteur du groupe d'accompagnement Masaki Honjo (1953-2007), qui est devenu plus tard dentiste,.

## Mort
À la fin de l’an 2000, elle envoie un e-mail à ses amis proches, sa famille et ses collègues pour annoncer qu’elle met un terme à sa carrière et qu'elle ne souhaite plus être contactée. Elle cesse alors toute activité musicale et disparaît de la scène publique. En 2001, on apprend que cette décision fait suite au diagnostic d'un cancer et qu'elle a commencé un traitement.
Miki a passé ses dernières années à lutter contre sa maladie. Avant sa mort, dans une lettre envoyée à son frère, elle exprime ses regrets : « J'ai une faveur [à te demander]. S'il te plaît, oublie les années de ma vie passées à chanter et à faire de la musique. Je ne peux m'empêcher de penser que la façon dont j'ai vécu ma vie a provoqué ma maladie... Je voudrais trouver un moyen de recommencer ma vie. »,
Elle meurt le 7 octobre 2004, à l'âge de 44 ans, des suites d'un cancer du col de l'utérus.

## Discographie
Source : Discogs

### Albums
| Année | Titre                            | Label   |
| ----- | -------------------------------- | ------- |
| 1980  | Who are you?                     | See-Saw |
| 1980  | Pocket park                      | See-Saw |
| 1981  | Cupid                            | See-Saw |
| 1982  | Myself                           | See-Saw |
| 1982  | 彩 = Aya                         | See-Saw |
| 1983  | Revue                            | See-Saw |
| 1983  | Paradise Beach                   | See-Saw |
| 1984  | Blue Eyes (album de reprise)     | See-Saw |
| 1984  | Cool cut                         | See-Saw |
| 1985  | Lady Bounce                      | See-Saw |
| 1987  | Dirty Pair (Original Soundtrack) | Victor  |
| 1988  | Wink (Dan et Danny)              | Victor  |

### Singles & EPs
- 1979 : 真夜中のドア (Mayonaka no door) - Stay With Me (7")
- 1980 : ハロー・トゥデイ - Hello Today (7")
- 1981 : ニートな午後３時 = Neat na gogo san-ji (7")
- 1987 : Dirty Pair = Dan et Danny (7")
- 1988 : In The Room (7" EP, 8 cm CD)

### Compilations
- スーパーベスト = Super Best (CD, Comp)